# Émile Zola
Émile Zola (Pariz, 2. travnja 1840. – Pariz, 29. rujna 1902.) francuski je romanopisac i osnivač i predstavnik naturalističkog pravca. 

## Lik i djelo
Émile Zola rodio se 2. travnja 1840. u Parizu. Otac mu je bio porijeklom Talijan, odvjetak mletačko-zadarske obitelji, pa bi zadarski Colići bili u srodstvu sa Zolom, a majka Francuskinja. Od oca nasljeđuje živ temperament i nepresušnu energiju kojom će braniti svoje književne i društvene poglede, on umire kada je Émilu bilo sedam godina. Od sedme do dvanaeste godine pohađa školu u internatu Notre-Dame, a zatim koledž u Aixu gdje je prijateljevao s Paulom Cézanneom. Dva je puta pao na maturi zbog francuskog jezika te su mu se rugali da je provincijalac koji ne umije čestito govoriti francuski. Osamljen i bespomoćan, jer mu majka više nije mogla pomagati, stanovao je u bijednim uvjetima u mansardi nad Parizom i odlučio ostvariti mladenački san i postati književnik. Zapošljava se u izdavačkoj knjižari Hachette da bi zaradio za život, ali se i približio književnim krugovima i ubrzo postaje voditelj odjela za reklamu. Zalažući se za komercijalne uspjehe djela autora poput Guizota, Lamartinea, Micheleta, Littrea…, koji ni ne sumnjaju da će ih upravo on zasjeniti i da će naklada, komercijalni i književni uspjeh njegovih romana biti najnevjerojatnija pojava njihova stoljeća. Zola u slobodno vrijeme piše Priče Ninoni i završava ih u svojoj dvadeset i četvrtoj godini. 
Iako je u književnost ušao kao romantičar, Zola se u kasnijim djelima ne zadovoljava metodama realizma. Posljednja trećina devetnaestog stoljeća vrijeme je u kojem vlada sveopće oduševljenje znanošću, a strast za naukom zahvaća gotovo čitav svijet. Činilo se da nema čuda koje znanost ne može učiniti, a ljudske mogućnosti dobivaju neviđen zamah. Aktualna je Darwinova teorija o porijeklu vrsta, Claud Bernardt, fiziolog, objavljuje Uvod u eksperimentalnu medicinu, a podloga je svemu pozitivizam koji stavlja težište na iskustvo i zadovoljava se činjenicama. Pod tim utjecajima Zola pokušava i u literaturu uvesti znanstvene metode te razvija teoriju tzv. eksperimentalnog romana i prvi je teoretičar naturalizma.
Priče Ninoni objavljene su 1864., Klaudijeva ispovijest, koja ima autobiografske elemente, 1865., a obje je knjige kritika povoljno dočekala. U to vrijeme radi na romanu Thérèse Raquin, a predloženo mu je da napiše roman-feljton o misterijama Marseillea. Pišući Marseilleske tajne stvorio je svoju metodu rada: iz bezbrojnih dokumenata kojima je raspolagao uzeo je događaje koje je povezao oko glavne teme, a taj će princip rada koristiti i pri stvaranju ciklusa Rougon-Macquartovi ili Prirodna i društvena povijest jedne obitelji pod Drugim carstvom (Les Rougon-Macquart, 1871. – 1893.). Potreba za stvaranjem romanesknog ciklusa po uzoru na Balzaca javlja se stoga što Zoli nikako nije odgovaralo prelaziti bez ikakve veze s romana na roman i počinjati svaki put iznova. Osjećajući da drži svoje veliko djelo na dlanu, u tridesetoj godini stvara rodoslovno stablo Rougon-Macquarta čija će svaka grana biti jedan roman. 
Dva prva romana, Uspon Rougonovih i Kaljuga, pojavljuju se 1871. i izlaze u podlistku Zvono, autora optužuju da je pornografski pisac, a ta će ga optužba proganjati godinama. 1877. objavljena je Jazbina (L'Assommoir), djelo koje je toliko snažno odjeknulo da je Zola postao najčuveniji francuski pisac i, nakon gotovo pola stoljeća, pomaknuo Victora Hugoa u drugi plan. Bilo je to prvi put da je ozbiljan pisac stupio u kontakt s radničkim svijetom i čije je djelo privuklo pažnju na proleterijat. Nakon neuspjeha djela Stranica ljubavi, Zola se vraća na put slave opisujući život kurtizane u djelu Nana (1879.) zbog kojeg ga je Flaubert proglasio genijem. Ostali su značajni romani tog ciklusa Trbuh Pariza (Le Ventre de Paris, 1873.) i Čovjek-zvijer (La Bête Humaine, 1890.). Njegovim remek-djelom smatra se Germinal (1885.). Pri stvaranju se pisac više nije zadovoljio crpljenjem dokumentacije, već na nekoliko mjeseci odlazi živjeti u rudarski kraj kako bi se čim bolje približio pravom junaku svog romana: masi rudara. U djelu je prikazao ogromnu industrijsku mašinu koja eksploatira čovjeka, apstraktnu snagu koja ga melje; predosjetio je najteži problem revolucije - sve veću nejednakost. Djelo je pokazalo i koliko je Zola bio spreman shvatiti novu socijalističku ideju, što se već naslućivalo i u Jazbini. Zbog Jazbine i Germinala optuživali su ga da je ocrnio seljake i da je njegova sklonost morbidnosti prešla svaku mjeru. 1893. završio je svoj romaneskni ciklus od dvadeset romana napisanih u dvadeset i dvije godine u kojima je prikazao fizičko i moralno propadanja pojedinih članova obitelji Rougon-Macquart zbog njihova hereditarnog opterećenja; ujedno je i dao i presjek kroz razne društvene sredine u doba Drugog carstva i oživio preko 1000 lica. 
Godine 1898. upleten je u "aferu Dreyfus" izravno pišući predsjedniku republike ("Optužujem!" - "J'accuse"), u kojem je tražio reviziju procesa.
U posljednjim godinama stvaranja sve se više bavi društvenom problematikom potiskujući u sebi romanopisca kako bi postao moralizator. Tada nastaju sljedeći ciklusi: trilogija Tri grada (Trois Villes - Lourdes 1894., Rome 1896., Paris 1898.) i nedovršena tetrologija Četiri evanđelja - Plodnost, Rad, Istina i Pravda (Les Quatres Evangiles - Fécondité (1899.), Travail (1901.), Vérité (1903.),Justice (nedovršeno). Tvorac je angažirane književnosti i borbenog društvenog novinarstva, a sâm je bio plodan i aktivan novinar, osobito do 1880. Pred kraj života proročki je najavio pobjedu narodnih masa i dolazak besklasnog društva gdje će jedino mjerilo ljudske vrijednosti biti rad.
Premda je Zola nesumnjivo jedan od najznačajnijih francuskih književnika, visoku umjetničku vrijednost dostiže jedino o opisima masovnih scena, gdje je pravom epskom snagom znao prikazati instinkt gomile, dok mu je glavni nedostatak u površnoj karakterizaciji likova i pomanjkanju psihološke uvjerljivosti.  
Preselivši u Pariz da provede zimu, umro je otrovan plinom u šezdeset i drugoj godini, 29. rujna 1902. Sahranjen je 5. listopada u prisustvu ogromne mase svijeta, u pogrebnom govoru Anatole France nazvao ga je „čovjekom koji je u jednom trenutku predstavljao savjest čovječanstva”, a šest godina kasnije, 6. lipnja 1908. njegov je pepeo prenesen u Panteon, grobnicu najslavnijih francuskih ličnosti.

## Zola kao teoretičar
Teoriju naturalizma prvi je oblikovao Émile Zola u raspravama Romanopisci naturalisti i Eksperimentalni roman te u predgovoru romanu Thérèse Raquin te je osnivač i vođa naturalističke škole. Pri tome se Zola povodio za trima nadahnućima s područja znanosti koja će sačiniti podlogu naturalizma. Prvo od njih je pozitivizam Augustea Comtea koji stavlja težište na iskustvo i zadovoljava se činjenicama pa stoga Zola predlaže istraživanje u književnosti kao metodu koja se temelji na iskustvu. Također na njega utječe i djelo Claudea Bernarda Uvod u studij eksperimentalne medicine pa stoga njegov cilj postaje uvođenje stroge znanstvenosti u roman i javlja se tendencija da književnost druge polovice devetnaestog stoljeća postane književnost eksperimentalnog romana. Treći je čimbenik teorija Hippolytea Tainea koja ističe tri temeljne značajke koje određuju lik u književnom djelu: sredina, nasljeđe i trenutak. Dakle Zola želi pokazati da čovjek ne postoji sâm za sebe kao proizvod slučajnosti i pojedinačna zagonetka, već kao posljedica niza pojava poput već spomenutog utjecaja nasljeđa i sredine u kojoj živi. 
Pojam eksperimentalnog romana odnosi se na način na koji pisac prikuplja građu i stvara roman. Zola je smatrao da je dužnost pisca fotografskom točnošću prenijeti stvarnost na papir, iskazati je pa makar i na drastičan način, ali se pritom i služiti metodom eksperimenta tj. poput znanstvenika proučavati različite temperamente u sukobu strasti i utjecaj okoline na likove. Nakon toga pisac uzima lik određen nasljeđem i stavlja ga u taj kontekst. Zola roman definira kao „dio prirode viđen kroz izvjesni temperament”.  
Glavni junaci prestaju biti pojedinci, a postaju mase jer se piščevo zanimanje usredotočuje na kolektivno i slijepu snagu društva. Naturalisti su prikazivali likove iz svih društvenih slojeva kao kritiku realistima (Balzacu i Stendhalu) koji su u svojim djelima prikazivali uzvišene, titanske likove. Od bitnih karakteristika koje su zastupali ističe se i insistiranje na najružnijim i najtamnijim prizorima ljudskog života, tzv. „estetici ružnoće”. Razotkriva se socijalna i moralna izopačenost likova, čovjekova animalna strana, zločin, duševna bolest, gruba i nastrana seksualnost, društvena degeneriranost… Motivacija ljudskog ponašanja svodi se na biološku što znači da su likovi oslikani poput ljudskih životinja čije ponašanje određuju strasti i nagoni, a vezano uz to prikazuje se ljudska ogoljelost i surovost. Poželjnom se osobinom smatra objektivnost pisca koji prestaje biti „sveznajući pripovjedač”, a Zola zagovara potiskivanje stvaralačke imaginacije jer smatra da su se umjetnici bespotrebno prepustili maštanju punom lažnog sjaja, opisujući neki drugi svijet bez briga, uljepšan koliko god može biti, dok su u stvarnosti ljudi nervozni, zabrinuti, slabi i istrošeni.
Branio je temperament ističući kako je romantizam, kojeg je u mladosti veoma volio, samo hrpa sentimentalnih prenemaganja. Mašta za njega, kao i za cijeli naturalizam, ne predstavlja glavnu odliku pisca. Glavna je odlika osjećanje stvarnosti, događaja koji ostavljaju snažan utisak, koji se pamte, izražavanje stvarnog svijeta koji nas okružuje - u tome se sastoji sva tehnika originalnosti. Svaka neobična izmišljotina je odbačena, nema intriga ni iznenađenja, a fabula ima svoj logični razvoj. Interes pisca je da djelo bude što običnije, općenitije odnosno tipičnije. Naturalističko djelo osuđuje svako pretjerivanje umjetnika, a naturalistički junak je uveličana ličnost koju vodi želja za potvrđivanjem snage.
Zolin kredo bio je: „Ne ću sve što nije život, temperament, stvarnost!”

## Vanjske poveznice
- Dr. Ivan Merz: Zolin "Lourdes"; Sabrana djela, Svezak II., Postulatura za kanonizaciju bl. Ivana Merza, Filozofski fakultet Družbe Isusove, Glas Koncila, Zagreb, 2011.[neaktivna poveznica]
- Edouard Manet`s Portrait of Emile Zola